# Hard Rock Bottom
Hard Rock Bottom è il sesto album studio della band skate punk No Use for a Name.

## Tracce
1. Feels Like Home
2. International You Day
3. Pre-Medicated Murder
4. Dumb Reminders
5. Any Number Can Play
6. Friends of the Enemy
7. Angela
8. Let Me Down
9. This Is a Rebel Song
10. Solitaire
11. Undefeated
12. Insecurity Alert
13. Nailed Shut

## Formazione
- Tony Sly - voce e chitarra
- Dave Nassie - chitarra
- Matt Riddle - basso
- Rory Koff - batteria